# Banca Popolare Pesarese
La Banca Popolare Pesarese è stata una banca italiana.

## Storia
Negli anni '70 dell'Ottocento operavano a Pesaro due soli istituti di credito: la Banca Nazionale, la cui clientela era composta principalmente da grossi industriali e commercianti, e la Cassa di Risparmio, che provvedeva soprattutto alle necessità dei possidenti urbani e rurali.
Si decise così di seguire "l'ardente propaganda" di Luigi Luzzatti costituendo, il 16 marzo 1875, la Banca Popolare Pesarese, al fine di sottrarre all'usura le fasce più basse e bisognose della popolazione.
La Banca Popolare Pesarese fu infatti tra gli istituti più attenti allo sviluppo economico del territorio, sebbene la sua attività creditizia rimanesse circoscritta al solo capoluogo per quasi quarant'anni fino a quando, nel 1914, fu aperta la filiale di Sant'Angelo in Lizzola.
Nella seconda metà del novecento, l'istituto compì una serie di acquisizione di banche più piccole del territorio circostante: la Banca Cooperativa Operaia e Agricola di Sassocorvaro, la Banca Popolare Agricola Cooperativa di Urbania e la Cassa Rurale ed Artigiana di Novilara.
L'Assemblea straordinaria del 28 maggio 1989 deliberò la fusione per incorporazione della Banca Popolare Cooperativa di Bagnacavallo e Fusignano nella Banca Popolare Pesarese, che dal 1º dicembre 1989, assunse la nuova denominazione di "Banca Popolare Pesarese e Ravennate".
Il 1º luglio 1994 si fuse per concentrazione con la "Banca Popolare Abruzzese Marchigiana" dando vita alla "Banca Popolare dell'Adriatico" costituita sotto forma di società cooperativa a responsabilità limitata.
Dal 1º gennaio 2007 fa parte del gruppo Intesa Sanpaolo e dal 22 ottobre 2007 è stata ridenominata Banca dell'Adriatico, che il 15 aprile 2013 si fonde per incorporazione in CARISAP. Viene così creata una nuova banca che mantiene la denominazione di "Banca dell'Adriatico" e comprende tutte le filiali delle Marche, Abruzzo e Molise del gruppo Intesa Sanpaolo con sede legale e direzione generale ad Ascoli Piceno .
Il 16 maggio 2016 Banca dell'Adriatico viene incorporata direttamente in Intesa Sanpaolo, perdendo definitivamente l'autonomia e cedendo tutte le filiali all'istituto torinese.